# Libnotes sackenina
Libnotes sackenina är en tvåvingeart som först beskrevs av Alexander 1929.  Libnotes sackenina ingår i släktet Libnotes och familjen småharkrankar. Inga underarter finns listade i Catalogue of Life.